# Платаноревма
Платаноревма или Ортакьой (на гръцки: Πλατανόρρευμα, до 1928 година: Ορτά Κιόι, Орта кьой) е село в Република Гърция, част от дем Сервия в област Западна Македония.

## География
Платаноревма е разположено на 485 m надморска височина, в подножието на Фламбуро (Пиерия), на 3 километра североизточно от Сервия и на 7 километра югозападно от Велвендо.

## История

### В Османската империя
В XIX век Ортакьой е гръцки чифлик в Османската империя. Александър Синве ("Les Grecs de l’Empire Ottoman. Etude Statistique et Ethnographique"), който се основава на гръцки данни, в 1878 година пише, че в Ортакьой (Orta-keuy) живеят 240 гърци.
На Етнографската карта на Битолския вилает на Картографския институт в София от 1901 година Пано Ортакьой е чисто гръцко село в Серфидженската каза на Серфидженския санджак с 10 къщи, а Като Ортакьой също чисто гръцко с 11 къщи.
Според статистика на Серфидженския санджак на гръцкото консулство в Еласона от 1904 година в Като и Ано Ортакьой (Ορτάκιοϊ Κάτω και Άνω), Серфидженска каза, живеят 150 гърци елинофони християни.

### В Гърция
През октомври 1912 година, по време на Балканската война, в селото влизат гръцки части и след Междусъюзническата война в 1913 година Ортакьой остава в Гърция. В 1928 година селото е представено грешно като изцяло гръцко бежанско село с 1 семейство и 5 жители. Това са само бежанците в селото. Същата година е прекръстено на Платаноревма.
Населението традиционно произвежда жито, тютюн, картофи и други земеделски продукти, като се занимава и със скотовъдство.
| Име   | Име   | Ново име | Ново име | Описание                              |
| ----- | ----- | -------- | -------- | ------------------------------------- |
| Вигла | Βίγλα | Папарахи | Παπαράχη | връх на ИСИ от Платаноревма (725,6 m) |

| Година    | 1913 | 1920 | 1928 | 1940 | 1951 | 1961 | 1971 | 1981 | 1991 | 2001 | 2011 | 2021 |
| --------- | ---- | ---- | ---- | ---- | ---- | ---- | ---- | ---- | ---- | ---- | ---- | ---- |
| Население | 144  | 115  | 182  | 242  | 1161 | 1359 | 1223 | 1191 | 1112 | 1061 | 1004 | 864  |

## Личности
Родени в Платаноревма
- Георгиос Папастамкос (р. 1955), гръцки политик, евродепутат